# Denise Groot
Denise Groot (ur. 26 maja 1990 w Edam) – holenderska lekkoatletka, tyczkarka.
Srebrna medalistka olimpijskiego festiwalu młodzieży Europy (Belgrad 2007). Nie zaliczyła żadnej wysokości w eliminacjach skoku o tyczce podczas mistrzostw świata juniorów (Bydgoszcz 2008). Siódma zawodniczka mistrzostw Europy juniorów (Nowy Sad 2009). Rekordzistka kraju w kategorii juniorów. Wielokrotna mistrzyni Holandii.

## Rekordy życiowe
- skok o tyczce – 4,35 (2010)
- skok o tyczce (hala) – 4,23 (2012)